# Margon (woda butelkowana)

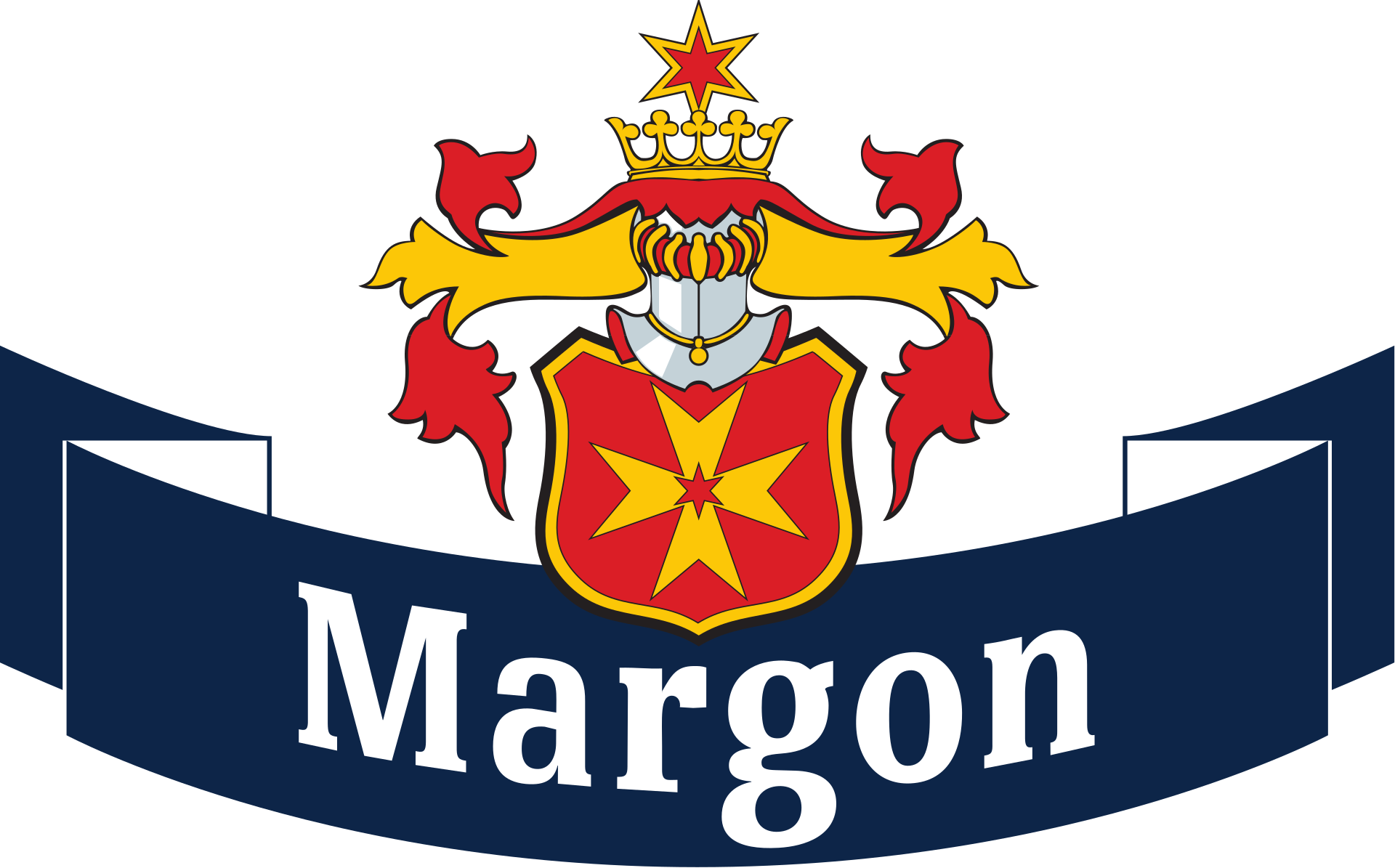
Logo Margon

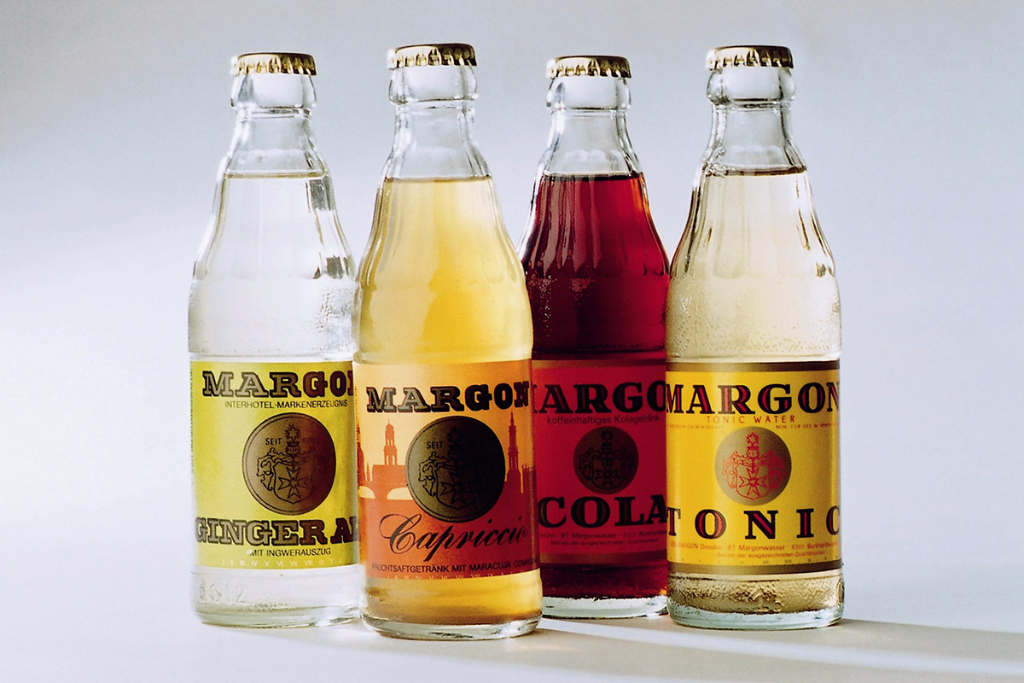
Margon tonic butelki z lat '60

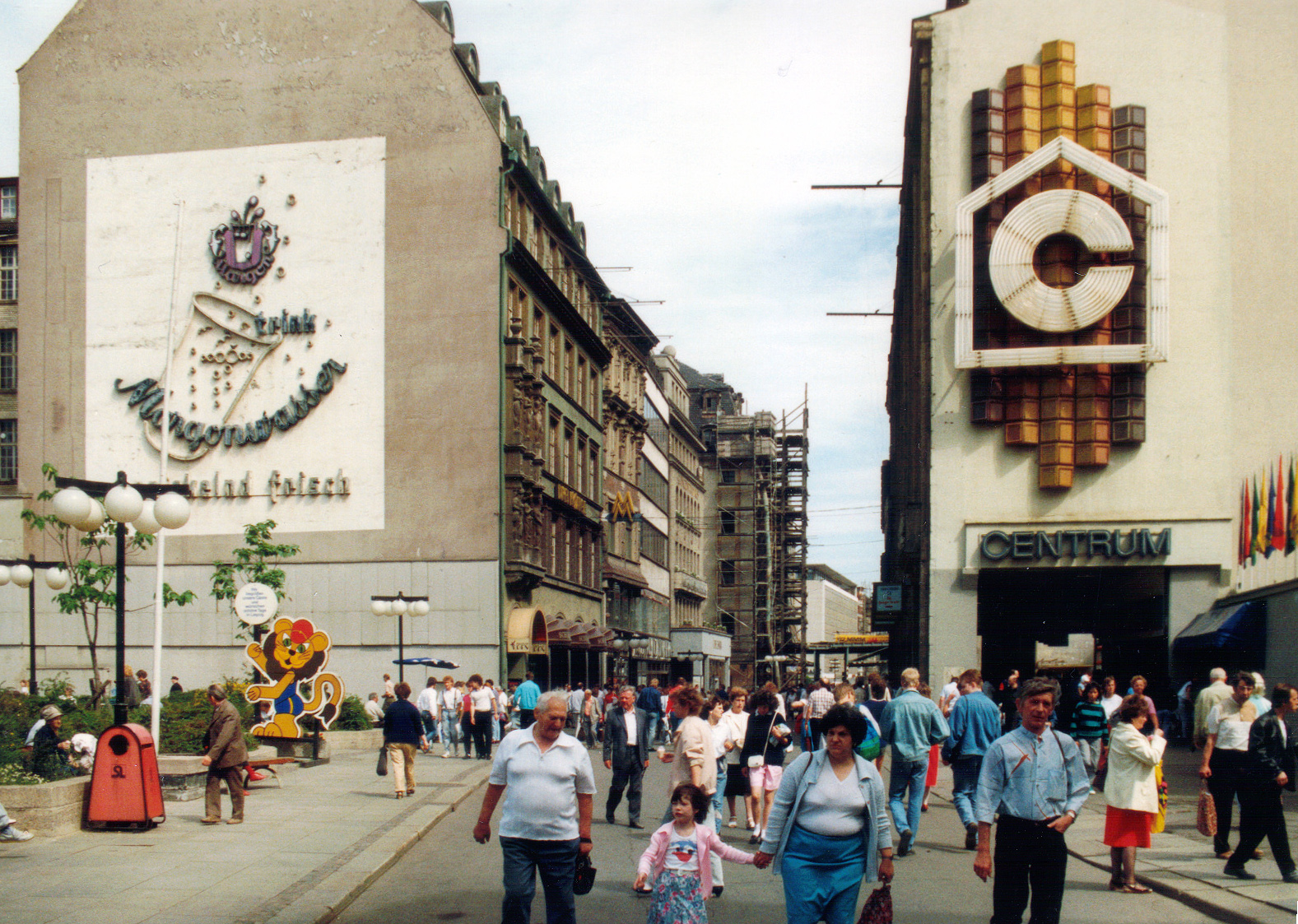
Margon podświetlana reklama na ścianie domu w Lipsku (1989)

Margon to woda słodka wydobywana i butelkowana w latach 1903–2005 ze źródła w Burkhardswalde w Müglitztal.

## Historia
Woda Margon była wydobywana od 1903 r. Z Fontanny Mineralnej Margon w Burkhardswalde. Założycielem zakładu zajmującego się butelkowaniem wody leczniczej był Gottfried Moritz Gössel. Nazwał on wodę Margon, co w starożytnym języku greckim oznaczało perłę.
Gössel był uzdrowicielem i badał szczególne właściwości tej wody. Po odkryciu źródła leczniczego zarejestrował w urzędzie patentowym jako zastrzeżony znak towarowy wodę źródlaną Margon z herbem Rycerzy św. Jana. W tym samym czasie Gössel zbudował uzdrowisko w Burkhardswalde. Później zaś napisał książkę zatytułowaną "Margon" o źródle i jego wodzie leczniczej.
W 1904 roku woda zdobyła najwyższe wyróżnienia na wystawie w Hamburgu. Od tego czasu Gössel promował wodę jako „Unikalną w Europie!”. Ze względu na swoją reputację woda szybko stała się głównym napojem dla szlachty i domów książęcych w Europie. W 1912 r. Gössel rozszerzył swoją ofertę o różne kosmetyki, takie jak płyny do płukania ust, czy wody da kąpieli.
Kolejny przełom nastąpił w 1929 r., kiedy to zaczęto stosować dodatek dwutlenku węgla otrzymując musującą wodę słodką.
Wybuch II wojny światowej doprowadził do wstrzymania wydobycia wody. Po wojnie Margon przejął Artur Kunz (1916-2018).  W 1972 r. firma została poddana przymusowej centralizacji, a Artur Kunz został zdegradowany. Wtedy też znak towarowy Margon z herbem św. Jana został zmieniony na szkło z gazowaną wodą źródlaną.
Obecnie marka Margon należy do rodzinnej grupy Hassia Mineralquellen.

## Skład
Fragment oficjalnie uznanej analizy z 20 maja 2003 r., Institut Labour Union Prof. Höll & Co. GmbH, Bad Elster:   
- Wodorowęglany: 207 mg / l
- Siarczany: 121 mg / l
- Wapń: 90 mg / l
- Chlor: 36 mg / l
- Sód: 22 mg / l
- Magnez: 19 mg / l

Łącznie woda zawiera 495 mg/l składników mineralnych.

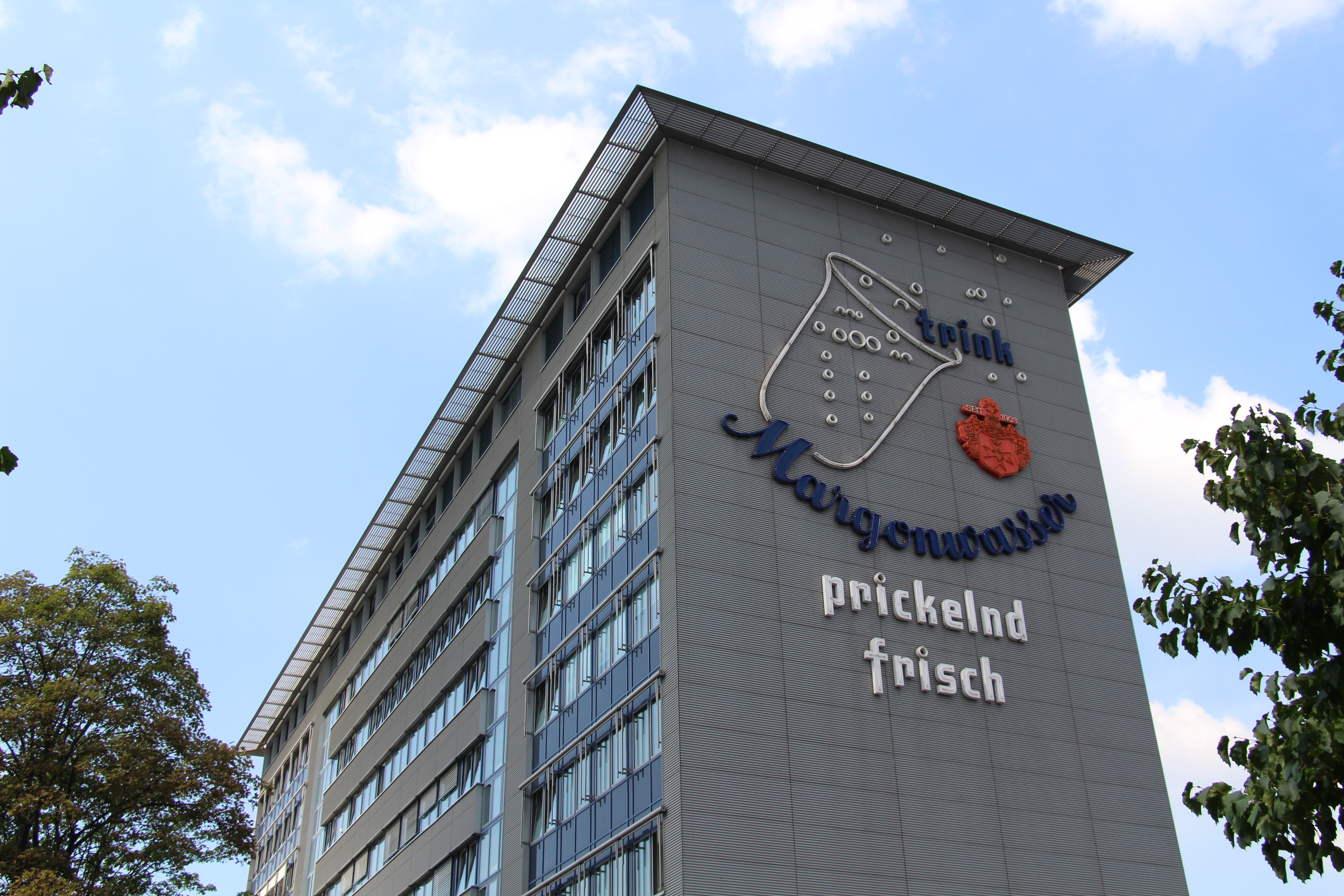
Margon-Haus zabytkowa reklama z lat '60

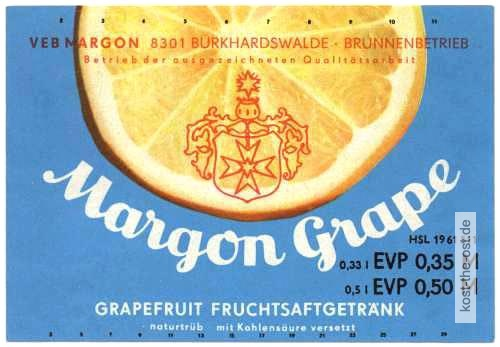
Dawna etykieta Margon Grejpfrut

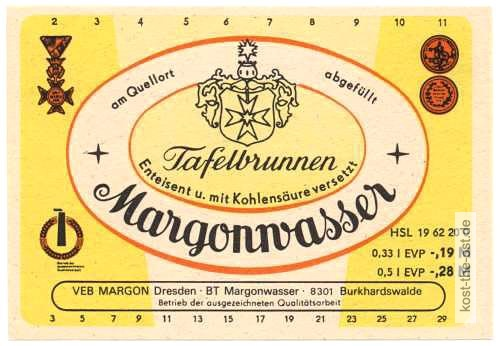
Dawna etykieta Margon